# Andreas Steinböck

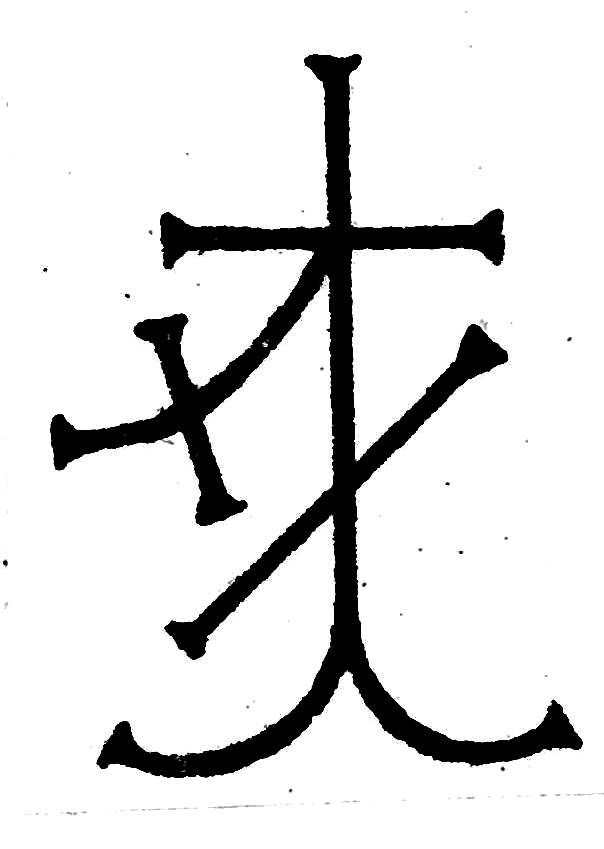
Steinmetzzeichen Andreas Steinböck

Andreas Steinböck (* um 1667 in Eggenburg, Niederösterreich; begraben 24. Oktober 1750 ebenda) war ein österreichischer Steinmetzmeister und Bildhauer des Barocks.

## Leben
Andreas wurde in eine Steinmetzfamilie geboren, der Vater Thomas Steinböck (* 1625) war Steinmetzmeister in Eggenburg, die Mutter Catharina und die älteren Brüder Wolfgang und Veith, die Schwestern Martha, Barbara und Christina.
Am 30. Januar 1684 nahm Steinmetzmeister Veith Steinböck seinen Bruder Andreas als Lehrling auf, die Freisprechung vor offener Lade erfolgte am 30. Januar 1689. 1699 ist der Geselle Andreas als Eggenburger Meister dokumentiert.
Er heiratete am 14. Februar 1694 in Eggenburg Maria Anna Strickner, Tochter des Steinmetzmeisters Paul Strickner, (get. 24. August 1669 Eggenburg, beerd. 5. Dezember 1740 ebenda) aus dieser Ehe stammten fünf Söhne und vier Töchter. Der bekannteste Sohn war Gabriel Steinböck, 1705 in Eggenburg geboren, den er selbst ausbildete und 1723 zum Gesellen und Bruder freisprach. Gabriel wurde ebenfalls Steinmetzmeister, in Wien kaiserlicher Hof-Steinmetzmeister.
Auf kaiserlichen Befehl wurde Andreas Steinböck 1710 Mitglied des äußeren Rates der landesfürstlichen Stadt, 1712 des inneren Rates. Er übte wichtige Funktionen im Leben der Stadt aus, von 1722 bis 1724 das Amt des Stadtrichters.

## Werke

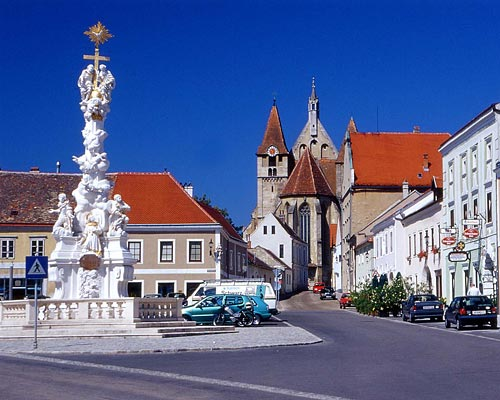
Eggenburger Dreifaltigkeitssäule

### Bürgermeister von Eggenburg
Andreas Steinböck ist für die Jahre 1725–1737 als Bürgermeister dokumentiert.

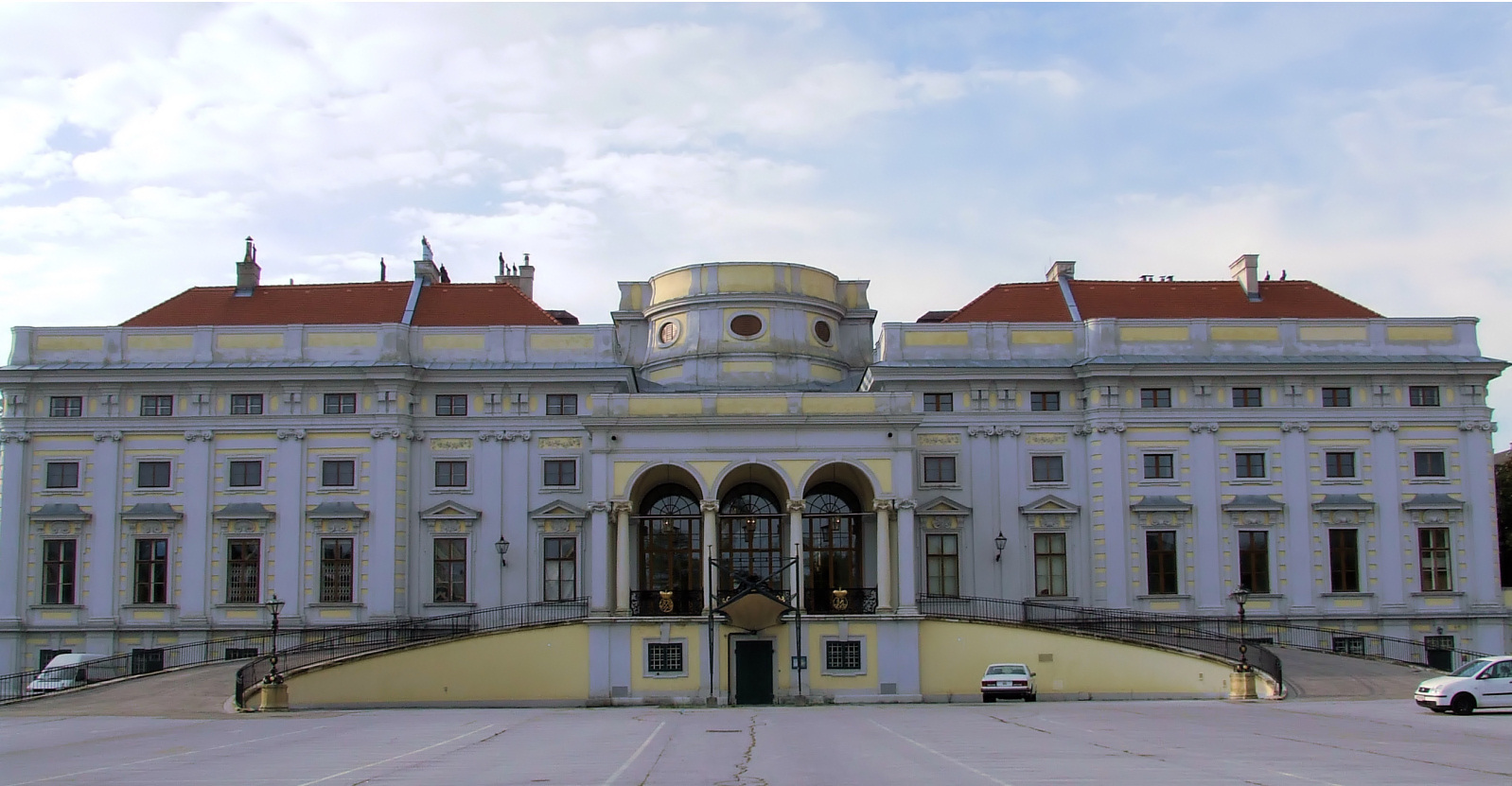
Palais Schwarzenberg

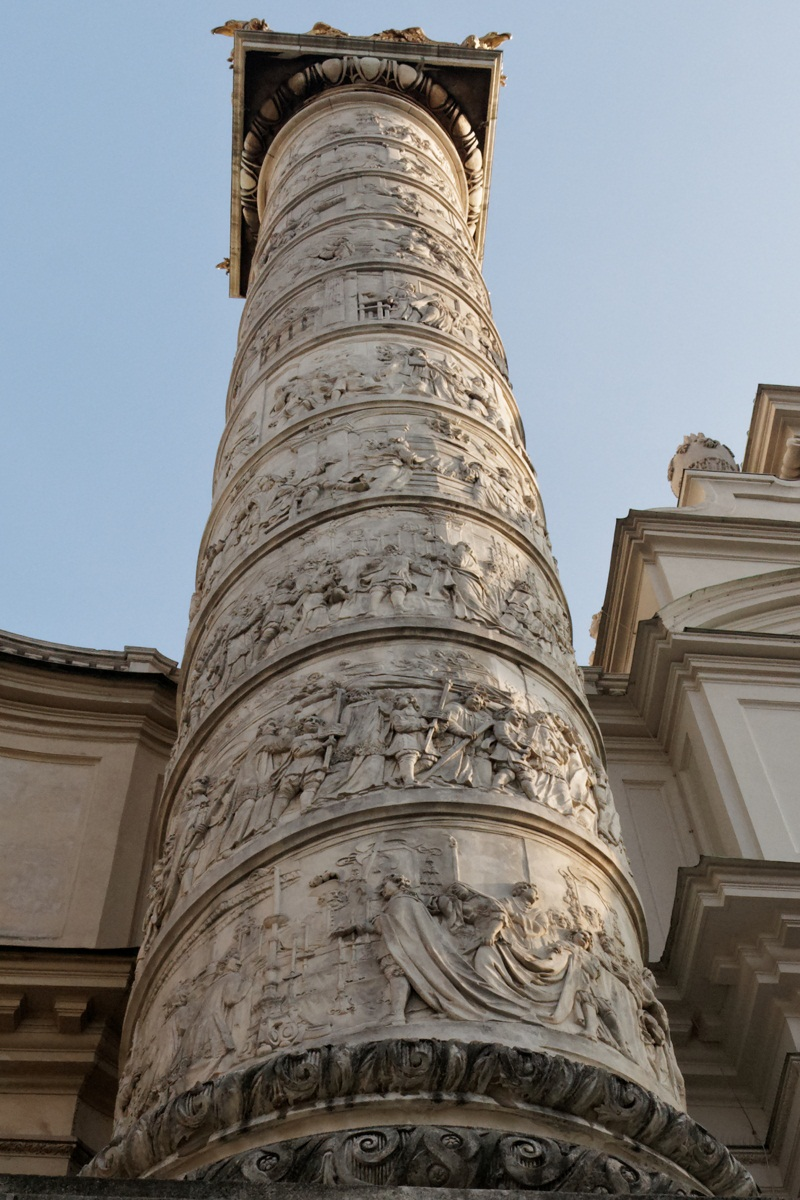
Mit Franz Strickner errichtete Andreas Steinböck die 2 (innen hohlen) Säulen der Karlskirche in Wien aus Zogelsdorfer Stein

### Dreifaltigkeitssäule Eggenburg
Durch die völlige Sperre der Stadttore gelang es, die im Jahre 1713 weitum wütende Pest von der Stadt fernzuhalten. Die Stadtväter gelobten die Errichtung einer der Dreifaltigkeit geweihten Pestsäule. Am 17. August 1713 schloss die Stadt mit den Steinmetzmeistern von Eggenburg einen Vertrag, wonach sie eine von der Dreifaltigkeit bekrönte Säule um 365 fl zu errichten hatten, während die Statuen der hll. Rochus, Sebastian und des Stadtpatrons, des hl. Stephans, von anderen Wohltätern der Stadt gespendet werden sollten. Am 19. September 1715 fand die feierliche Einweihung der Säule statt, an deren Ausarbeitung der wohl bedeutendste Steinmetzmeister von Eggenburg, Andreas Steinböck, den Hauptanteil hatte. Bei den Bildhauerarbeiten war Johann Georg Schmutzer sein Mitarbeiter.
Diese Jahre waren geprägt von der erfolgreichen Beendigung des Zweiten großen Türkenkrieges und dem Wiederaufstieg und Ausbau Wiens zum glanzvollen Zentrum des Heiligen Römischen Reiches.

### Gartenpalast Schwarzenberg
Im Jahre 1697 begann der kaiserliche Obersthofmarschall Heinrich Franz Graf von Mansfeld, Fürst von Fondi mit Grundankäufen neben seinem militärischen Rivalen, dem Prinzen Eugen von Savoyen. Anschließend beauftragte er Johann Lucas von Hildebrandt mit der Errichtung eines schlossartigen Sommerpalais. Bis zu seinem Tod im Jahr 1715 war der Palast baulich weitgehend fertiggestellt. Die Witwe verkaufte die insgesamt noch unfertige Anlage bereits im nächsten Jahr an den k. k. Oberst-Hofmarschall Fürst Adam Franz Carl von Schwarzenberg.

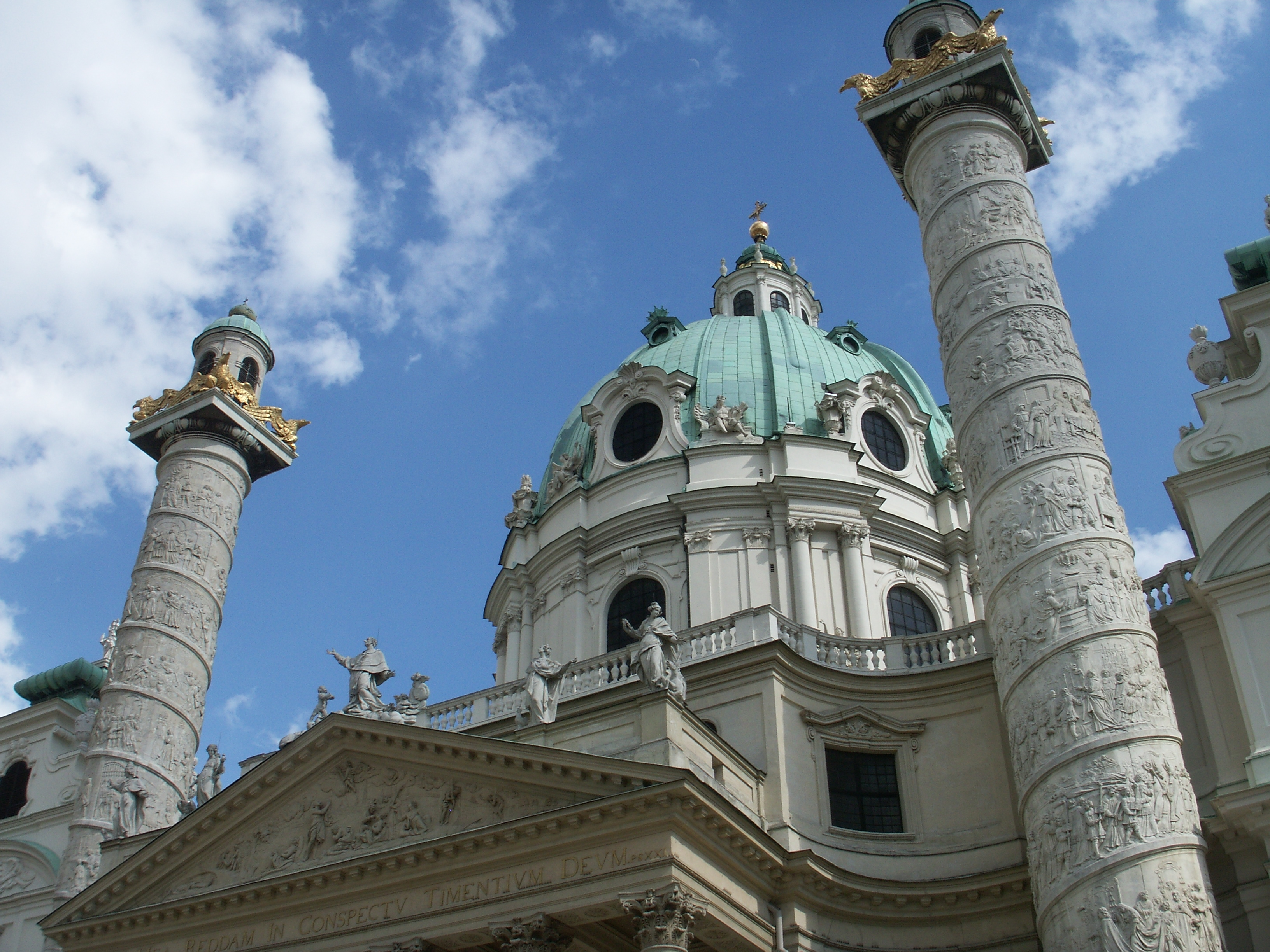
Karlskirche, Details mit Säulen, Giebelrelief

Die großen Steinvasen sind nach Entwürfen von Johann Bernhard Fischer von Erlach gearbeitet. Der Garten geht in einen Park über, der sich entlang des Belvedereparks erstreckt. 

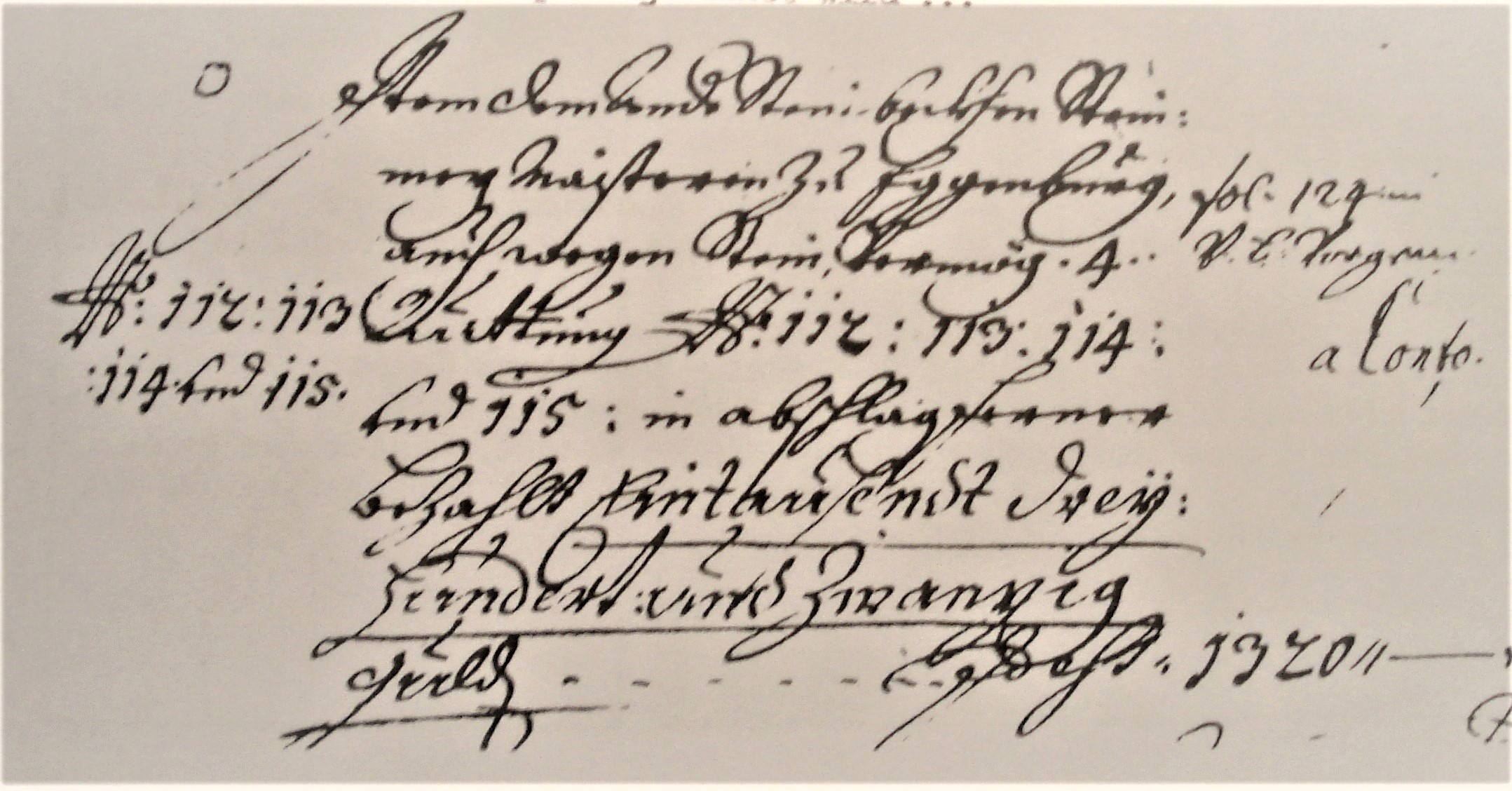
Karlskirche Steinmetzrechnung Andreas Steinböck aus dem Baujournal 1716

Am 1. September 1721 schloss der Baubevollmächtigte des Fürsten, der Bereiter Andreas Meyer einen Vertrag mit dem Eggenburger Steinmetz Andreas Steinböck über die Anfertigung einer Steinbalustrade bei der Cascade im Garten.
In unmittelbarer Nähe befand sich eine weitere Großbaustelle.

### Wiener Karlskirche
In Einlösung eines von Kaiser Karl VI. während der Pestepidemie am 22. Oktober 1713 bei St. Stephan abgelegten Gelübdes kam es am 4. Februar 1716 auf einer öden Anhöhe am rechten Ufer des kaum regulierten Wienflusses zur Grundsteinlegung für eine kaiserliche Kirche. Der Baubeginn erfolgte am 4. Dezember 1715 durch Architekt Johann Bernhard Fischer von Erlach, mit dem ausführenden Baumeister Anton Erhard Martinelli. Ab 1716 leitete Gundacker Ludwig Graf Althan das Kaiserliche Hofbauamt und organisierte sämtliche Bauten des Hofes.
Die Steinmetzfamilien Steinböck und Strickner waren durch Heirat eng verbunden, ab 1716 arbeiteten sie gemeinsam an den Steinen für die Architekturplastiken, Leitung Meister Andreas Steinböck, 1724 nach Mathias Strickners Tod übernahm Franz Strickner. Sie gestalteten aus dem Eggenburger Stein die beiden hohlen Säulen. Die darin eingebaute Schneckenstiege und das tragende Postament meisselten die Kaisersteinbrucher Meister Johann Georg Haresleben und Elias Hügel aus dem harten Kaiserstein.

### Maria-Immakulata-Säule in Dürnholz
Am Marktplatz von Dürnholz in Südmähren steht die Maria-Immaculata-Säule mit vier Heiligenstatuen. Sie wird im Volksmund Heilige Säule genannt und wurde im Jahre 1718 zum Dank für die Errettung vor der Pest von dem Steinmetz Andreas Steinböck aus Eggenburg errichtet.

### Leopoldstädter Kaserne
Sieht man von kleinen Häuschen der Wiener Stadtguardia auf und an den Basteien und Stadtmauern ab, deren Zahl weit über 300 betrug, so kannte Wien bis 1721 keine Kaserne.
Es ergab sich die Notwendigkeit, Truppen nach Wien und in die Nähe der Stadt zu verlegen. Die Unterbringung und Verpflegung dieser Truppen bedeutete eine große Belastung für die Bevölkerung. Es wurde daher mit Freuden begrüßt, als der Oberkommissär des Viertels ober dem Wienerwald Wolf Ehrenreich Graf von Auersperg im Landtage 1716 den Antrag einbrachte, an gewissen bequemlichen orthen dieses Erzherzogtums Österreich unter Enns Casarnes zu errichten.

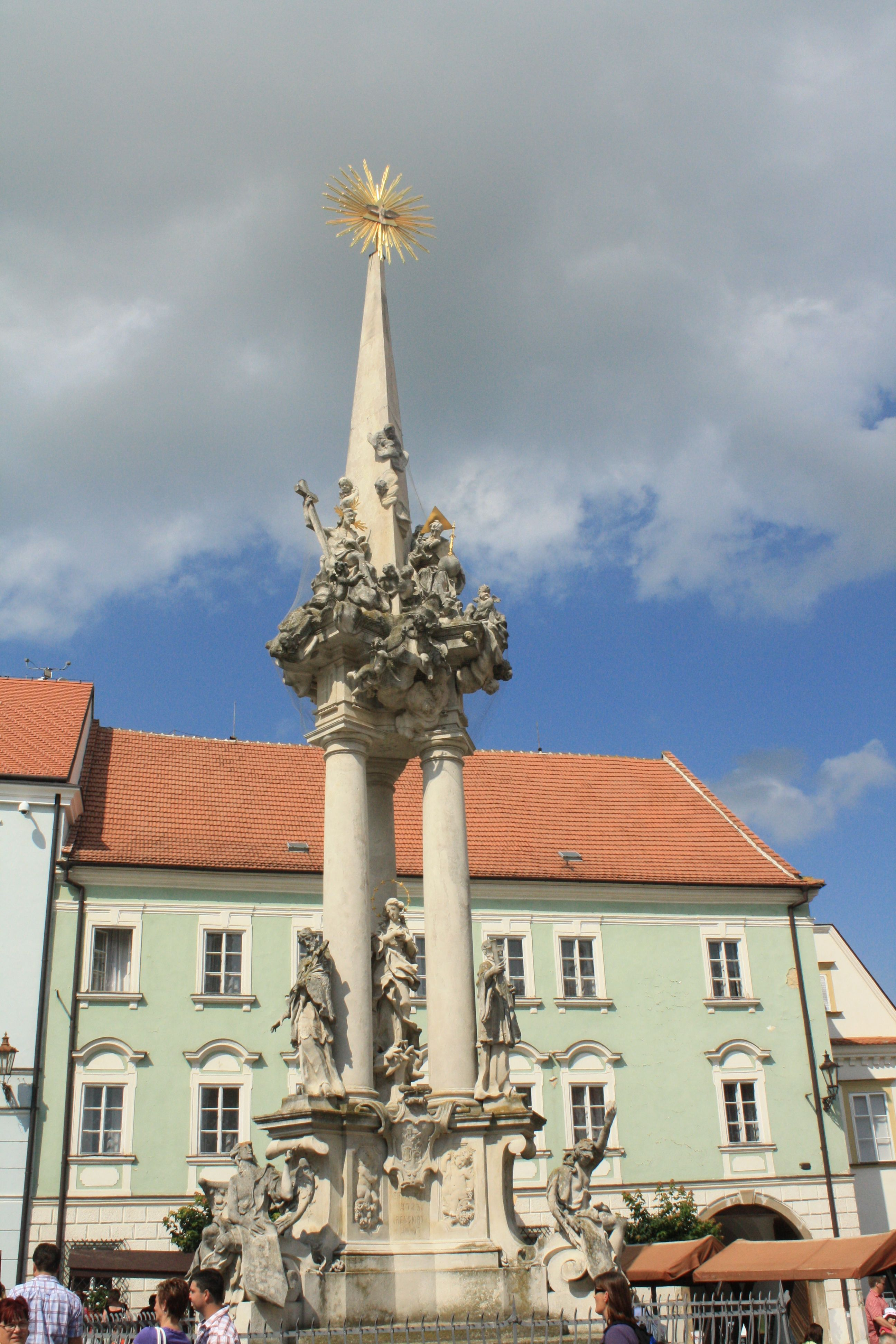
Dreifaltigkeitssäule am Stadtplatz von Nikolsburg

Auszugsweise einige Baumeister-Instruktionen vom 17. Juli 1721 zu denen Thor und Stall-Thüren ist ein harter Stein zu nehmen, die Staffel zu denen Stiegen sollen von hartem Holz, da es um billigsten Preyß zu bekommen, verferttiget. Der kaiserliche Fortifications-Baumeister Donato Felice d’Allio erhielt am 19. September 1721 das Honorar für seine Pläne. Das Schottenkloster lieferte den Weinhauser Stein, die qualifizierten Steinmetzaufträge ergingen, wie so oft in Wien, nach Eggenburg mit dem Bildhauerstein, und in den kaiserlichen Steinbruch am Leithaberg mit dem harten Stein, an die Meister Simon Sasslaber und Andreas Steinböck.

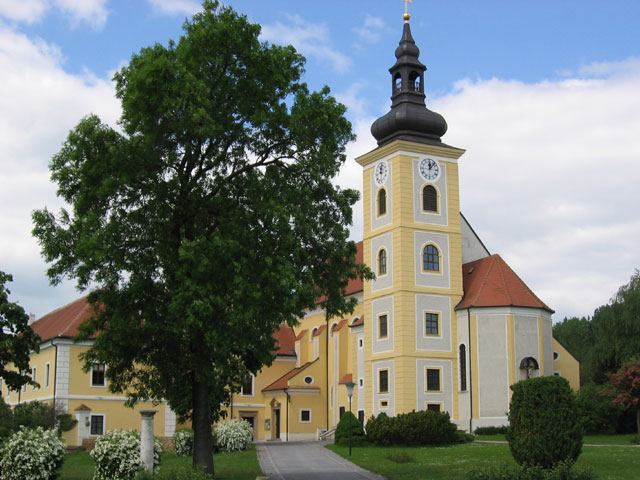
Weikendorfer Pfarrkirche

### Dreifaltigkeitssäule Nikolsburg
Der untere Stadtplatz von Nikolsburg wird von der Dreifaltigkeitssäule, auch als Pestsäule bezeichnet, dominiert. Mit der Ausführung nach einem künstlerischen Entwurf des Hofmalers Joseph Anton Prenner beauftragte Fürst Walter Xaver von Dietrichstein 1723 die Steinmetzmeister Andreas Steinböck von Eggenburg und Philipp Nader von Nikolsburg, den Figurenschmuck gestaltete der Bildhauer Ignaz Lengelacher, es wird als eines der schönsten Denkmäler in Mähren gewürdigt.

### Weikendorfer Kirche
1727 sind Steinmetzarbeiten von Meister Andreas Steinböck bei der Weikendorfer Kirche und dem Pfarrschloss belegt. In der Pfarrchronik ist vermerkt, dass Baumeister Jakob Prandtauer aus St. Pölten wegen aufgetretener Probleme bei der Einwölbung der Kirche hier weilte und zu Rate gezogen wurde.

## Tod
Meister Andreas wurde am 24. Oktober 1750 im Alter von 83 Jahren vor dem Hochaltar der damaligen Franziskanerkirche begraben. Diese wurde 1787 von Kaiser Joseph II. aufgehoben und für Fabrikszwecke verkauft.